# Синьду (Чэнду)
Синьду́ (кит. упр. 新都, пиньинь Xīndū) — район городского подчинения города субпровинциального значения Чэнду провинции Сычуань (КНР).

## История
Ещё во времена царства Шу были образованы области Чэнду, Гуанду и Синьду. Когда царство Цинь завоевало царство Шу, то в 201 году до н.э. уезд Синьду (新都县) был подчинён области Гуанхань (广汉郡). При империи Западная Цзинь в 266 году была образована область Синьду (新都郡), в которую вошёл и уезд Синьду. В 277 году император выделил эту область в удел своему сыну Сыма Гаю, и область Синьду была преобразована в княжество Синьду (新都国). В 285 году Сыма Гай скончался, не оставив наследника, и княжество Синьду вновь стало областью.
При империи Суй в 598 году уезд Синьду был переименован в Синлэ (兴乐县), однако в 607 году уезду было возвращено прежнее название. При империи Тан в 619 году уезд был опять переименован в Синлэ, но тут же ему опять вернули прежнее название.
В 1950 году был образован Специальный район Вэньцзян (温江专区), и уезд вошёл в его состав. В 1960 году уезд Синьду был присоединён к уезду Синьфань (新繁县), но в 1962 году воссоздан, а в 1965 году уезд Синьфан был присоединён к уезду Синьду. В 1970 году Специальный район Вэньцзян был переименован в Округ Вэньцзян (温江地区). В 1983 году округ Вэньцзян был расформирован, и уезд Синьду перешёл под юрисдикцию Чэнду. Постановлением Госсовета КНР от 15 ноября 2001 года уезд Синьду был преобразован в район городского подчинения.

## Административное деление
Район Синьду делится на 3 уличных комитета и 11 посёлков.

## Знаменитые уроженцы
- Чэнь Лунцань (р.1965) — игрок в настольный теннис, олимпийский чемпион и чемпион мира.